# 김순원 (성우)
김순원(金淳媛, 1940년 3월 27일 ~ )은 대한민국의 성우다. 남자아이, 소년 역할이 대부분으로서 박영남, 이미자, 이선주, 이선호, 손정아, 한인숙, 안정현 또한, 일본 성우인 노자와 마사코, 타나카 마유미, 구마이 모토코, 코바야시 유미코 등과 함께 소년역할 전문 여성 성우로 분류되는 경우가 많다.

## 활동 작품

### 국내 애니메이션
- 떠돌이 까치/까치의 날개(KBS) - 설까치
- 달려라! 하니(KBS) - 이창수
- 천방지축 하니(KBS) - 준태, 하니반 여학생
- 2020년 우주의 원더키디(KBS) - 아이캔
- 전사 라이안 - 라이안
- 15소년 우주표류기 - 철이
- 철인007(SBS) - 4호
- 은비 까비의 옛날 옛적에(KBS) - 한남이, 수동이
- 호피와 차돌바위 - 차돌바위

### 외국 애니메이션
- 요술공주 샐리(KBS) - 카브
- 이상한 나라의 폴(KBS) - 폴
- 플란다스의 개(KBS) - 네로
- 엄마찾아 삼만리(KBS) - 마르코 로시
- 개구쟁이 스머프(KBS) - 익살이 스머프, 주책이 스머프, 자연이 스머프, 피위
- 모래요정 바람돌이(KBS) - 영수 (시르 터너)
- 집없는 소년(KBS) - 레미
- 보물섬(KBS) - 짐 호킨스
- 독수리 오형제(KBS) - 뻥 (제비 진페이)
- 꾸러기 로보컴(KBS) - 이준호 (우다 츄스케)

### 영화
- 아란의 사람들(KBS) - 아란의 남자의 아들(마이클 딜레인)
- 하이디(KBS) - 피터(잔 코스터)
- 해리가 샐리를 만났을 때(SBS) - 남자 아이(데이빗 버딕)

### 광고
- 빙그레 - 캔디바 (1986) (명대사: 나도 깨끗한게 좋더라.)

### 라디오 드라마
- 성모상(1960년 라디오 단막극)에서 딸 윤희 역

## 같이 보기
- 한국방송 성우극회